# Rhodiola kaschgarica
Rhodiola kaschgarica är en fetbladsväxtart som beskrevs av A. Boriss.. Rhodiola kaschgarica ingår i släktet rosenrötter, och familjen fetbladsväxter. Inga underarter finns listade i Catalogue of Life.